# Melasina polycapnias
Melasina polycapnias är en fjärilsart som beskrevs av Edward Meyrick 1922. Melasina polycapnias ingår i släktet Melasina och familjen säckspinnare. Inga underarter finns listade i Catalogue of Life.